# (25301) Ambrofogar
(25301) Ambrofogar (1998 XZ2) – planetoida z pasa głównego asteroid okrążająca Słońce w ciągu 5,45 lat w średniej odległości 3,1 j.a. Odkryta 7 grudnia 1998 roku.